# Pithocarpa corymbulosa
Pithocarpa corymbulosa là một loài thực vật có hoa trong họ Cúc. Loài này được Lindl. miêu tả khoa học đầu tiên năm 1839.